# Echthrogaleus mitsukurinae
Echthrogaleus mitsukurinae is een eenoogkreeftjessoort uit de familie van de Pandaridae. De wetenschappelijke naam van de soort is voor het eerst geldig gepubliceerd in 2012 door Izawa.